# Damianos I.

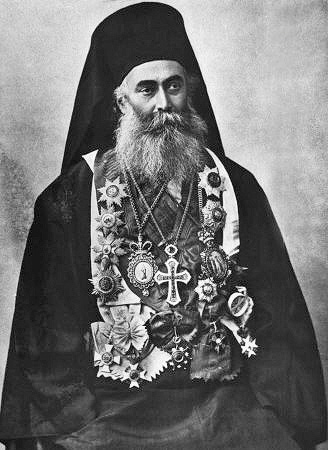
Damianos I.

Damianos I. (* 10. Juli 1848 in Marathokampos auf Samos; † 14. August 1931) war von 1897 bis 1931 griechisch-orthodoxer „Patriarch von Jerusalem und ganz Palästina“.
Der Sohn der Eheleute Konstantinos und Elisabeth trat nach seiner Gymnasialausbildung 1872 als Mönch der Jerusalemer Bruderschaft vom Heiligen Grab bei. Nach seiner Priesterweihe wirkte er zunächst im Jerusalemer Metochion zu Taganrog und lernte dort Russisch. Mit dem Rang eines Archimandriten wirkte er sodann als Vertreter des Jerusalemer Patriarchats in Tbilisi, ab 1887 in Konstantinopel. 1893 weihte ihn Patriarch Gerasimos I. zum Erzbischof von Philadelpheia und bestellte ihn zum Patriarchalvikar von Bethlehem. 1896 vertrat er Jerusalem bei der Krönung des Zaren Nikolaus II. in Moskau. Nach Gerasimos' Tod wurde Damianos zu dessen Nachfolger gewählt und am 15. August 1897 inthronisiert. Patriarchatsinterne Auseinandersetzungen führten 1909 zur Schließung der Theologischen Hochschule vom Heiligen Kreuz und zur Verbannung zweier hochrangiger Mitglieder der Bruderschaft vom Heiligen Grab durch Damianos: Meletios Metaxakis und Chrysostomos Papadopoulos. Zwei weitere Krisen ereigneten sich 1920 und 1924. Am 9. Juli 1929 erlitt der Patriarch einen Schlaganfall. Er starb am 14. August 1931. Zum Locumtenens wurde Metropolit Keladion von Ptolemais bestellt.